# Lîstvîn, Ovruci
Lîstvîn (în ucraineană Листвин) este localitatea de reședință a comunei Lîstvîn din raionul Ovruci, regiunea Jîtomîr, Ucraina.

## Demografie
Componența lingvistică a localității Lîstvîn
     Ucraineană (99,34%)
     Alte limbi (0,59%)
Conform recensământului din 2001, majoritatea populației localității Lîstvîn era vorbitoare de ucraineană (99,34%), existând în minoritate și vorbitori de alte limbi.